# Маршалл, Наджи
Наджи Маршалл (англ. Naji Marshall; род. 24 января 1998, Атлантик-Сити, Нью-Джерси) — американский баскетболист, играет на позиции лёгкого форварда. Выступает за клуб НБА «Даллас Маверикс».

## Профессиональная карьера

### Нью-Орлеан Пеликанс (2020–2024)
После того, как Маршалл не был выбран на драфте НБА 2020 года, 8 декабря 2020 года он подписал двусторонний контракт с клубом НБА «Нью-Орлеан Пеликанс» и их фарм-клубом в Джи-Лиге НБА, «Эри Бэйхокс». 15 января 2021 года Маршалл дебютировал в НБА против «Лос-Анджелес Лейкерс». Он начал получать стабильное игровое время в апреле из-за череды травм других игроков. 7 мая 2021 года «Пеликанс» подписали с ним многолетний контракт. В своем дебютном сезоне Маршалл в среднем набирал 7,7 очков и делал 4,6 подбора за игру за «Пеликанс», реализовывая 39,2 процента бросков с игры.

### Даллас Маверикс (2024–настоящее время)
6 июля 2024 года Маршалл подписал трёхлетний контракт на 27 миллионов долларов с «Даллас Маверикс».
28 декабря 2024 года Маршалл был отстранен на 4 игры после стычки с Юсуфом Нуркичем. 25 марта 2025 года Маршалл набрал максимальные за карьеру 38 очков и семь подборов в матче с «Нью-Йорк Никс».

## Статистика

### Статистика в НБА
| Сезон                                                                                    | Команда    | Регулярный сезон | Регулярный сезон | Регулярный сезон | Регулярный сезон | Регулярный сезон | Регулярный сезон | Регулярный сезон | Регулярный сезон | Регулярный сезон | Регулярный сезон | Регулярный сезон | Серия плей-офф | Серия плей-офф | Серия плей-офф | Серия плей-офф | Серия плей-офф | Серия плей-офф | Серия плей-офф | Серия плей-офф | Серия плей-офф | Серия плей-офф | Серия плей-офф |
| Сезон                                                                                    | Команда    | GP               | GS               | MPG              | FG%              | 3P%              | FT%              | RPG              | APG              | SPG              | BPG              | PPG              | GP             | GS             | MPG            | FG%            | 3P%            | FT%            | RPG            | APG            | SPG            | BPG            | PPG            |
| ---------------------------------------------------------------------------------------- | ---------- | ---------------- | ---------------- | ---------------- | ---------------- | ---------------- | ---------------- | ---------------- | ---------------- | ---------------- | ---------------- | ---------------- | -------------- | -------------- | -------------- | -------------- | -------------- | -------------- | -------------- | -------------- | -------------- | -------------- | -------------- |
| 2020/21                                                                                  | Нью-Орлеан | 32               | 10               | 21,9             | 39,2             | 34,9             | 70,7             | 4,6              | 2,8              | 0,8              | 0,3              | 7,7              | Не участвовал  | Не участвовал  | Не участвовал  | Не участвовал  | Не участвовал  | Не участвовал  | Не участвовал  | Не участвовал  | Не участвовал  | Не участвовал  | Не участвовал  |
| 2021/22                                                                                  | Нью-Орлеан | 55               | 4                | 13,4             | 40,5             | 20,0             | 79,6             | 2,6              | 1,1              | 0,6              | 0,1              | 5,7              | 6              | 0              | 9,4            | 70,0           | -              | 100,0          | 1,0            | 0,8            | 0,2            | 0,2            | 3,0            |
| 2022/23                                                                                  | Нью-Орлеан | 77               | 21               | 23,3             | 43,3             | 30,3             | 78,9             | 3,6              | 2,5              | 0,7              | 0,2              | 9,1              | Не участвовал  | Не участвовал  | Не участвовал  | Не участвовал  | Не участвовал  | Не участвовал  | Не участвовал  | Не участвовал  | Не участвовал  | Не участвовал  | Не участвовал  |
| 2023/24                                                                                  | Нью-Орлеан | 66               | 1                | 19,0             | 46,3             | 38,7             | 79,1             | 3,6              | 1,9              | 0,7              | 0,2              | 7,1              | 4              | 0              | 21,0           | 42,9           | 40,0           | 100,0          | 2,8            | 1,3            | 0,5            | 0,5            | 9,0            |
|                                                                                          | Всего      | 230              | 36               | 19,5             | 42,9             | 31,3             | 77,6             | 3,5              | 2,0              | 0,7              | 0,2              | 7,5              | 10             | 0              | 14,0           | 50,0           | 40,0           | 100,0          | 1,7            | 1,0            | 0,3            | 0,3            | 5,4            |
| Наведите курсор мыши на аббревиатуры в заголовке таблицы, чтобы прочесть их расшифровку. |            |                  |                  |                  |                  |                  |                  |                  |                  |                  |                  |                  |                |                |                |                |                |                |                |                |                |                |                |

### Статистика в Джи-Лиге
| Сезон                                                                                    | Команда            | Регулярный сезон | Регулярный сезон | Регулярный сезон | Регулярный сезон | Регулярный сезон | Регулярный сезон | Регулярный сезон | Регулярный сезон | Регулярный сезон | Регулярный сезон | Регулярный сезон | Серия плей-офф | Серия плей-офф | Серия плей-офф | Серия плей-офф | Серия плей-офф | Серия плей-офф | Серия плей-офф | Серия плей-офф | Серия плей-офф | Серия плей-офф | Серия плей-офф |
| Сезон                                                                                    | Команда            | GP               | GS               | MPG              | FG%              | 3P%              | FT%              | RPG              | APG              | SPG              | BPG              | PPG              | GP             | GS             | MPG            | FG%            | 3P%            | FT%            | RPG            | APG            | SPG            | BPG            | PPG            |
| ---------------------------------------------------------------------------------------- | ------------------ | ---------------- | ---------------- | ---------------- | ---------------- | ---------------- | ---------------- | ---------------- | ---------------- | ---------------- | ---------------- | ---------------- | -------------- | -------------- | -------------- | -------------- | -------------- | -------------- | -------------- | -------------- | -------------- | -------------- | -------------- |
| 2020/21                                                                                  | Эри Бэйхокс        | 12               | 2                | 26,9             | 49,0             | 34,9             | 69,6             | 5,4              | 1,6              | 1,3              | 0,2              | 15,5             | 1              | 0              | 22,9           | 38,5           | 57,1           | 50,0           | 5,0            | 3,0            | 0,0            | 1,0            | 16,0           |
| 2021/22                                                                                  | Бирмингем Сквадрон | 1                | 1                | 32,2             | 43,8             | 33,3             | 81,8             | 13,0             | 4,0              | 0,0              | 0,0              | 26,0             | Не участвовал  | Не участвовал  | Не участвовал  | Не участвовал  | Не участвовал  | Не участвовал  | Не участвовал  | Не участвовал  | Не участвовал  | Не участвовал  | Не участвовал  |
|                                                                                          | Всего              | 13               | 3                | 27,3             | 48,4             | 34,8             | 73,5             | 6,0              | 1,8              | 1,2              | 0,2              | 16,3             | Не участвовал  | Не участвовал  | Не участвовал  | Не участвовал  | Не участвовал  | Не участвовал  | Не участвовал  | Не участвовал  | Не участвовал  | Не участвовал  | Не участвовал  |
| Наведите курсор мыши на аббревиатуры в заголовке таблицы, чтобы прочесть их расшифровку. |                    |                  |                  |                  |                  |                  |                  |                  |                  |                  |                  |                  |                |                |                |                |                |                |                |                |                |                |                |

### Статистика в NCAA
| Сезон | Команда | Conf     | Class | GP | GS | MPG  | FG%  | 3P%  | FT%  | RPG | APG | SPG | BPG | PPG  |
| --- | ------- | -------- | ----- | -- | -- | ---- | ---- | ---- | ---- | --- | --- | --- | --- | ---- |
| 2017/18 | Ксавье  | Big East | FR    | 35 | 18 | 21,8 | 53,0 | 34,9 | 75,3 | 4,4 | 1,6 | 0,7 | 0,3 | 7,7  |
| 2018/19 | Ксавье  | Big East | SO    | 33 | 33 | 35,9 | 39,4 | 27,7 | 72,2 | 7,2 | 3,4 | 1,1 | 0,2 | 14,7 |
| 2019/20 | Ксавье  | Big East | JR    | 31 | 31 | 35,7 | 44,5 | 28,6 | 71,0 | 6,3 | 4,0 | 1,3 | 0,4 | 16,8 |
| Всего | Всего   | Всего    | Всего | 99 | 82 | 30,9 | 43,9 | 28,9 | 72,5 | 5,9 | 3,0 | 1,0 | 0,3 | 12,9 |
| Наведите курсор мыши на аббревиатуры в заголовке таблицы, чтобы прочесть их расшифровку Статистика приведена с сайта sports-reference.com |         |          |       |    |    |      |      |      |      |     |     |     |     |      |